# Anders Janson
Anders Janson, folkbokförd Jan Anders Helge Jansson, född 23 september 1940 i Västerås, död 22 oktober 2023 i Göteborg, var en svensk skådespelare.
Anders Janson studerade vid Skinnskattebergs folkhögskola och kom där i kontakt med de skådespelande syskonen Niklas, Mats och Malin Ek. Efter att teaterintresset väckts, utbildade han sig under åren 1963–1967 först vid Skara Skolscen och sedan vid Scenskolan i Göteborg. Efter studierna var han engagerad vid mindre teatrar och fria grupper som Teater Narren och Pistolteatern i Stockholm. Hans mest kända roll är storbonden Berndt Andersson i TV-serien Hem till byn.
År 1969 anställdes han vid Göteborgs stadsteater som skådespelare. Han hade roller i ett 70-tal uppsättningar. Anders Janson är gravsatt i askgravlunden på Östra kyrkogården i Göteborg.

## Filmografi
- 1970 – Tretton dagar (TV-serie)
- 1971–2006 – Hem till byn (TV-serie)
- 1971 – Offside (TV-serie)
- 1976 – A.P. Rosell, bankdirektör (TV-serie)
- 1976 – Predikare-Lena (TV-film)
- 1979 – Charlotte Löwensköld
- 1984 – Polisen som vägrade ge upp (TV-serie)
- 1984–1988 – Träpatronerna (TV-serie)
- 1988 – Polisen som vägrade ta semester (TV-serie)
- 1988 – Enligt beslut
- 1989 – Sparvöga (TV-serie)
- 1991 – Svidande affärer
- 1993 – Polisen och domarmordet (TV-serie)
- 1994 – Rena Rama Rolf (TV-serie)
- 1996 – Polisen och pyromanen (TV-serie)
- 1997 – Rika barn leka bäst
- 1997 – Skilda världar (TV-serie)
- 1997 – Hammarkullen (TV-serie)
- 1998 – Vita lögner (TV-serie)
- 2001 – Sjätte dagen (TV-serie)
- 2001 – Kommissarie Winter (TV-serie)
- 2001 – Mirakelpojken (TV-serie)
- 2004 – Graven (TV-serie)
- 2009 – Beck – I stormens öga

## Teater

### Roller (urval)
| År   | Roll | Produktion                    | Regi             | Teater                   |
| ---- | ---- | ----------------------------- | ---------------- | ------------------------ |
| 1976 | Jago | Othello William Shakespeare   | Claes Sylwander  | Helsingborgs stadsteater |
| 1994 |      | Kung Lear William Shakespeare | Magnus Bergquist | Riksteatern              |